# 263932 Speyer
263932 Speyer è un asteroide della fascia principale. Scoperto nel 2009, presenta un'orbita caratterizzata da un semiasse maggiore pari a 2,6941768 UA e da un'eccentricità di 0,2620415, inclinata di 12,94823° rispetto all'eclittica.